# Castel di Judica
Castel di Judica é uma comuna italiana da região da Sicília, província de Catania, com cerca de 4.682 habitantes. Estende-se por uma área de 102 km², tendo uma densidade populacional de 46 hab/km². Faz fronteira com Agira (EN), Catenanuova (EN), Centuripe (EN), Paternò, Ramacca.

## Demografia
| Variação demográfica do município entre 1861 e 2011                               |
|                                                                                   |
| Fonte: Istituto Nazionale di Statistica (ISTAT) - Elaboração gráfica da Wikipedia |